# یاکوب بکنشتاین
یاکوب بکنشتاین (انگلیسی: Jacob Bekenstein؛ زاده ۱ مهٔ ۱۹۴۷-درگذشت ۱۶ اوت ۲۰۱۵ فیزیک‌دان در زمینه فیزیک نظری اهل مکزیک، اسرائیل، ایالات متحده آمریکا بود.
وی برنده جوایزی همچون جایزه اسرائیل شده است.